# Aristonico de Alexandria
Aristonico (em grego clássico: Ἀριστόνικος, em latim: Aristonicus) de Alexandria foi um ilustre gramático grego, que viveu durante os reinados de Augusto e Tibério, contemporâneo de Estrabão. Lecionou em Roma, e escreveu comentários e tratados gramaticais.

## Obras
É mencionado como o autor de várias obras, muitas das quais relacionadas com os poemas de Homero.
- Sobre as andanças de Menelau (περὶ τῆς Μενελάου πλάνης)[1]
- Sobre os sinais críticos da Ilíada e da Odisseia (περὶ τῶν σημείων τῆς Ἰλιάδος καὶ Ὀδυσσείας), sobre os sinais inseridos nas margens dos textos utilizados pelos críticos de Alexandria para assinalar versos suspeitos ou interpolados nos poemas homéricos e na Teogonia de Hesíodo[2]
- Sobre as palavras que não estão de acordo com as regras gramaticais (ἀσυντάκτων ὀνομάτων βιβλία), um trabalho de seis livros sobre construções gramaticais irregulares em Homero[3]

Essas e algumas outras obras estão atualmente perdidas, com exceção de fragmentos preservados nas passagens acima referidas. Os fragmentos mais importantes de seu trabalho estão preservados no escólio do manuscrito Venetus A da Ilíada.